# Унгурени-Жиану (Ботошани)
Унгурени-Жиану (рум. Ungureni-Jianu) насеље је у Румунији у округу Ботошани. Oпштина се налази на надморској висини од 110 m.

## Становништво
Према подацима из 2011. године у насељу је живело 6948 становника.